# 김도경 (프로게이머)
김도경(1994년 8월 19일 ~ )은 대한민국의 스타크래프트 II 프로게이머이다. 종족은 프로토스이며, 아이디는 Billowy이다. 이전에는 Lure라는 아이디를 사용하기도 했다.

## 개요
2010년 프로게이머 초창기에 MVP에서 활동하였다.
이후 MVP를 떠나고 CheckSix Gaming과 Rising Star에서 활동하다가 팀이 해체된 후 oGs에 입단하였다.
oGs가 해체되면서 무소속으로 활동하다가 다시 MVP로 복귀하였다.
2014년 3월 30일 SK텔레콤 스타크래프트 II 프로리그 2014 2라운드 준플레이오프에서 KT 롤스터의 김대엽, 주성욱, 전태양, 이영호를 상대로 모두 승리하며 올킬을 기록, 팀의 4:0 승리를 이끌었다.
2014년 7월 31일 MVP와의 결별을 공식 발표했다.
2014년 9월 29일 PRIME에 입단하였다.
2014년 10월 20일 PRIME팀을 탈퇴하고 팀을 찾고 있다는 글이 자신의 트위터를 통해 올라왔다.
2014년 12월 11일 SK텔레콤 T1 입단을 공식 발표했다.
2015년 12월 3일 스베누 이적을 공식 발표했다.
2016년 1월 23일 아프리카TV의 스베누 스타크래프트 II 게임단 인수로 인하여 아프리카 프릭스 소속이 되었다.

## 주요 기록
- 2011년 2011 LG 시네마 3D, 인텔코리아 글로벌 스타크래프트 II 리그 May Code A 32강
- 2012년 2012 핫식스 2012 글로벌 스타크래프트 II 리그 시즌 1 Code A 48강
- 2012년 2012 핫식스 2012 글로벌 스타크래프트 II 리그 시즌 2 Code A 32강
- 2012년 2012 무슈제이 2012 글로벌 스타크래프트 II 리그 시즌 3 Code A 48강
- 2013년 NEO Star League 2012 Season 2 우승
- 2013년 2013 핫식스 2013 글로벌 스타크래프트 II 리그 시즌 1 Code A 24강
- 2013년 2013 WCS Korea Season 1 챌린저리그 48강
- 2013년 2013 WCS 코리아 시즌 2 챌린저리그 48강
- 2013년 2013 WCS 코리아 시즌 3 챌린저리그 48강
- 2014년 2014 WCS 코리아 시즌 2 핫식스 글로벌 스타크래프트 II 리그 코드 A 48강
- 2014년 2014 WCS 코리아 시즌 3 핫식스 글로벌 스타크래프트 II 리그 코드 A 48강
- 2015년 2015 스베누 글로벌 스타크래프트 II 리그 시즌 2 코드 A 48강
- 2016년 2016 핫식스 글로벌 스타크래프트 II 리그 시즌 1 코드 A 60강